# Saint-Michel-Gestel
Pour les articles homonymes, voir Saint-Michel et Gestel.
Saint-Michel-Gestel (en néerlandais Sint-Michielsgestel) est une commune et un village des Pays-Bas de la province du Brabant-Septentrional, située dans l'ancien bailliage de Bois-le-Duc.
Le 1er août 2013, la commune compte 28 008 habitants, possède une superficie de 64,40 km2 et se situe sur une hauteur de cinq mètres. Le chef-lieu de la commune est le village de même nom Saint-Michel-Gestel.

## Toponymie
Le nom de Saint-Michel-Gestel,, une francisation qui remonte au XVIIIe siècle, est dérivé du nom néerlandais de la commune de Sint-Michielsgestel. Sint-Michielsgestel est composé de Sint-Michiel(s) « Saint-Michel », une référence à l'archange saint Michel, suivi du suffixe -gestel, un « gestel » réfère à la hauteur comprise entre deux vallées fluviales.
D'ailleurs, les noms français Gestel-Saint-Michel et Ghestel-Saint-Michel existent aussi mais sont rarement utilisés voire inusités.

## Histoire
La commune actuelle de Saint-Michel-Gestel a émergé en 1996, après la fusion des anciennes communes Saint-Michel-Gestel, Le Dungen et Berlicum. Le village Gemonde, qui appartenait autrefois aux communes Boxtel, Saint-Michel-Gestel, Rhode-Saint-Oude (Sint-Oedenrode) et Schijndel, a été entièrement ajouté à la nouvelle commune de Saint-Michel-Gestel.

## Géographie

### Villages de la commune
- Berlicum
- Den Dungen
- Gemonde
- Maaskantje
- Middelrode
- Saint-Michel-Gestel

### Communes limitrophes
|        | Bois-le-Duc         | Bernheze    |
| Vught  | Saint-Michel-Gestel |             |
| Boxtel |                     | Meierijstad |

## Culture et patrimoine

### Personnalités liées à la commune
- Anneke van Giersbergen (1973 - ), chanteuse, y est née.